# Woody Allen: A Life in Film
Woody Allen: A Life in Film es una película de documental y biografía de 2002, dirigida por Richard Schickel, que a su vez la escribió, musicalizada por Douglas Freeman, en la fotografía estuvo Joel Shapiro y la protagoniza Woody Allen. El filme fue realizado por DreamWorks, Lorac Productions y Turner Classic Movies (TCM), se estrenó el 4 de mayo de 2002.

## Sinopsis
Se dan a conocer varias entrevistas a Woody Allen entrecruzadas con fragmentos de las obras cinematográficas que ha realizado.